# Иоаннисян, Абгар Рубенович
Абгар Рубенович Иоаннисян (арм. Աբգար Հովհաննիսյան, 30 мая 1908 года, Тифлис — 3 декабря 1991 года) — армянский советский учёный-историк, доктор исторических наук (1938), профессор (1938), заслуженный деятель науки Армянской ССР (1940), академик АН Армянской ССР (1947), директор Института истории АН Армянской ССР (1947—1953)

## Биография
Родился в семье юриста. Дед по отцовской линии — Абгар Арутюнович Иоаннисян — был видным публицистом, общественным деятелем, возглавлявшим армянское национально-консервативное движение в последней четверти XIX века.
Окончил Ереванский государственный университет (1928). Преподавал там же и в других вузах Еревана. Проректор и заведующий кафедрой новой истории ЕГУ (1938—1947).
Член ВКП(б) с 1944 года.
Директор Института истории АН АрмССР (1947—1953). Академик-секретарь Отделения общественных наук АН АрмССР (1949—1960), вице-президента (1960—1963, 1967—1986).
С 1964 по 1984 год А. Р. Иоаннисян неоднократно баллотировался на выборах в члены-корреспонденты и в академики АН СССР, однако не был избран.

## Научные интересы
Под руководством В. П. Волгина изучал историю французского утопического коммунизма.
С 1940-х годов приступил к исследованию ещё никем до того времени не разрабатывавшейся истории армянского освободительного движения XVIII в. В 1950 году публично выступил в научной печати с «самокритикой», но впоследствии переиздал эту книгу

## Память

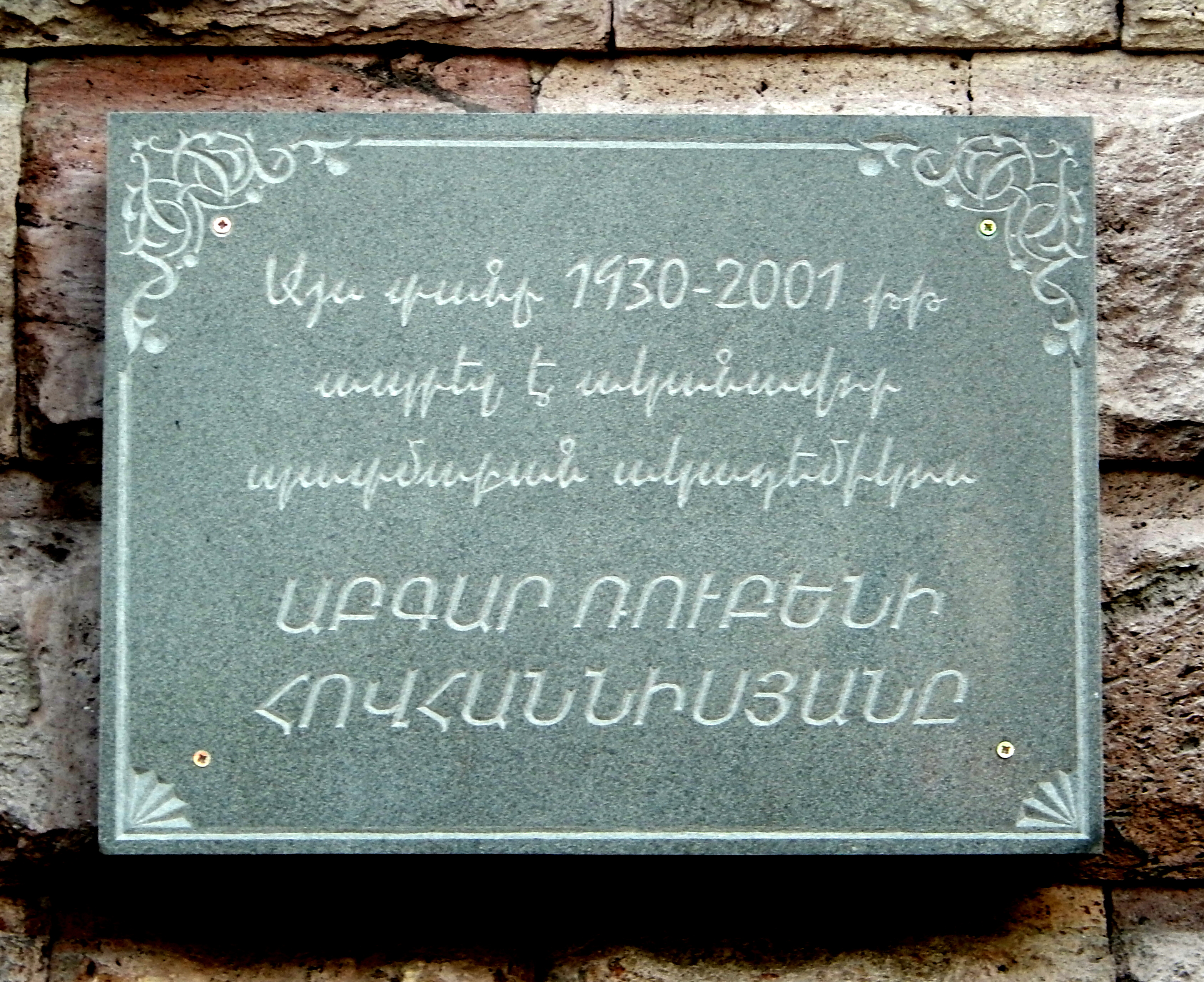
Мемориальная доска в Ереване

Мемориальная доска в Ереване (просп. Месропа Маштоца, 9).